# Дюссельдорфская школа фотографии
Дюссельдорфская школа фотографии — направление в художественной фотографии, связанное с изобразительной практикой класса Берндта и Хиллы Бехер в Художественной академии в Дюссельдорфе и ставшее формообразующим направлением в искусстве второй половины XX века. Круг представителей Дюссельдорфской школы принято ограничивать именами Андреаса Гурски, Кандиды Хефер, Томаса Руффа, Томаса Штрута, Эльгера Эссера, Лоренца Бергеса, Йорга Сассе и Акселя Хютте. Дюссельдорфская школа фотографии является одним из наиболее важных явлений современной художественной фотографии и прецедентом современного художественного пространства.

## Термин
Явление Дюссельдорфской школы фотографии связывают с деятельностью фотографического класса Художественной академии в Дюссельдорфе, руководителями которого с 1976 по 1998 годы были Берндт и Хила Бехер. За годы преподавания Бехеров в Художественной академии, класс закончило 87 учеников. В некоторых случаях понятие школы распространяется на всех выпускников класса — их оценивают как мастеров, имеющих непосредственное отношение к формированию современной фотографической практики. Но, как правило, термин ограничивают именами наиболее известных выпускников, добившихся творческого и коммерческого признания и обозначивших фотографию ключевым элементов современной художественной системы. К этому более узкому кругу представителей Дюссельдорфской школы принято относить Андреаса Гурски, Кандиду Хефер, Томаса Руффа, Томаса Штрута и других мастеров.

## Общая характеристика
Важным обстоятельством в определении Дюссельдорфской школы фотографии является отсутствие унифицированного метода и единых художественных приемов. Каждый мастер исходил из собственной идеологической программы и собственного художественного почерка. Термин Дюссельдорфская школа фотографии не предполагает универсального стилистического единства. Тем не менее, работы мастеров Дюссельдорфской школы обнаруживают целый ряд общих признаков, которые позволяют говорить о школе как о едином явлении. В частности, это перечень визуальных и технических приемов: крупный формат, резкий фокус, компьютерная коррекция предметов (в том числе деталей заднего плана), использование оргстекла, отсутствие ограничивающий рамы. Среди содержательных элементов можно назвать интерес к социальной теме и внимание к изобразительной перспективе. Искусствовед Екатерина Васильева отмечает, что в случае с Дюссельдорфской школой фотографии их можно рассматривать как инструмент создания символического или мифологического пространства.

## Дюссельдорфская школа фотографии и Художественная академия
Дюссельдорфская школа фотографии и Художественная академия в Дюссельдорфе — явления, которые не следует смешивать. Художественная академия была и остается важнейшей институцией в сфере искусств. Дюссельдорфская школа фотографии — явление, сформировавшееся в ее рамках.
Специфика Художественной академии в Дюссельдорфе оказала воздействие на формирование Дюссельдорфской школы фотографии. Получившая художественную основу в эпоху романтизма в первой половине XIX века Академия художеств в Дюссельдорфе сохранила радикальный взгляд на искусство. Первыми директорами академии были Петер Йозеф фон Корнелиус (1819—1824) и Вильгельм фон Шадов (1826—1859). В середине XX столетия преподавателями и выпускниками Академии были такие мастера как Йозеф Бойс, Герхард Рихтер, Зигмар Польке, Ансельм Кифер, Маркус Люперц. Атмосфера Художественной академии была тем идеологическим и художественным ландшафтом, на фоне которого формировалась фотографическая школа.
Дюссельдорфская школа фотографии продолжала традицию Художественной академии и опровергала ее. Фотографическая школа сохранила традицию романтической панорамы или вида, но придала ему иной характер и значение (например, в работе Андреаса Гурски, Рейн II , 1999). Фотографическая школа сохранила интерес к темам социального и мифологического, но представила их менее радикальными, конфликтными и абстрактными, нежели живописцы или монументалисты Художественной академии в Дюссельдорфе (Рихтер, Кифер, Люперц).

## Художественная система
Художественную систему Дюссельдорфской школы фотографии принято связывать с идеологией Нового ви́дения. Речь не только о художественных и визуальных приемах, но и об использовании самой идеологии нового и обращении в нестандартным фотографическим техникам как таковым. (В случае с Дюссельдорфской школы фотографии речь шла об использовании техник компьютерной обработки.)
В предметных фотографиях Берндта и Хилы Бехер, равно как и в фотографиях их учеников — Андреаса Гурски, Кандиды Хефер, Томаса Руффа принято усматривать влияние Августа Зандера и Карла Блоссфельда, а также представителей группы F/64 Анселя Адамса и Эдварда Вестона. Одним из важнейших мастеров, работы которого рассматривают как условную параллель снимков мастеров Дюссельдорфской школы, можно называть фотографии Эжена Атже. Отчасти его кадры предвосхищают предметное фронтальное построение кадра, получившее широкое распространение как на снимках Берндта и Хилы Бехер, так и других представителей Дюссельдорфской школы фотографии (Гурски, Хефер, Сассе и т. д.).

## Итог и значение
Дюссельдорфская школа фотографии представляет собой специфическое направление. Изначально речь шла о локальном явлении — фотографическом классе академии в Дюссельдорфе: учениках, получивших образование на курсе Берндта и Хилы Бехер. Тем не менее Дюссельдорфскую школу фотографии можно считать создателями изобразительной стратегии и творческой практики, которая положена в основу современной фотографии. Дюссельдорфская школа фотографии позволяет рассматривать фотографию не только документом или пикториальной зарисовкой, но и инструментом современного художественного пространства.

## Основные представители
- Лоренц Бергес
- Петра Вундерлих
- Андреас Гурски
- Симона Нивег
- Томас Руфф
- Йорг Сассе
- Кандида Хефер
- Аксель Хютте
- Томас Штрут
- Эльгер Эссер